# Psila humeralis
Psila humeralis är en tvåvingeart som först beskrevs av Zetterstedt 1847.  Psila humeralis ingår i släktet Psila och familjen rotflugor. Inga underarter finns listade i Catalogue of Life.